# Giao hưởng số 2 (Schumann)
Giao hưởng số 1 cung Đô trưởng, Op. 61 là tác phẩm được viết bởi nhà soạn nhạc người Đức Robert Schumann. Tác phẩm này được Schumann phác thảo vào 12 tháng 12 năm 1845, và đã có một bản phác thảo với những tiết tấu mạnh mẽ vào ngày 28 tháng đó. Ông dành hầu hết thời gian của năm sau để hoàn thành tác phẩm. Công việc đó bắt đầu từ từ ngày 12 tháng 2 năm 1846 và kết thúc vào ngày 19 tháng 10 cùng năm. Nhà xuất bản đã xuất bản tác phẩm vào năm 1847. Tác phẩm này có cấu trúc khác biệt so với thường lệ:
- Chương 1: Sostenuto assai-Allegro, ma non troppo
- Chương 2: Scherzo: Allegro vivace
- Chương 3: Adagio espressivo
- Chương 4: Allegro molto vivace

Thường thì chương 2 là chương chậm và chương 3 là chương nhanh, nhưng ở đây thì ngược lại, chương 2 lại trở thành chương nhanh, còn chương 3 là chương chậm. Cấu trúc này có thể bắt gặp trong một số bản giao hưởng khác, ví dụ bản số 9 của Ludwig van Beethoven.

### Tư liệu
- Seaton, Douglass (2008), Gregory G. Butler, George B. Stauffer, and Mary Dalton Greer (biên tập), "Back from B-A-C-H: Schumann's Symphony No. 2 in C Major", About Bach (bằng tiếng Anh), University of Illinois Press, ISBN 978-0-252-03344-5{{Chú thích}}:  Quản lý CS1: nhiều tên: danh sách biên tập viên (liên kết)

Bản mẫu:Robert Schumann